# 内沼 (登米市)
内沼（うちぬま）は、宮城県栗原市と登米市にまたがる低地自然湖沼である。

## 概要

伊豆沼および内沼周辺の空中写真。
2021年10月4日撮影の4枚を合成作成。
。

渡り鳥の越冬地として、隣接する伊豆沼とともに有名な湖沼で、1985年にラムサール条約登録地となった。

### 所在地
宮城県栗原市、登米市

## 交通
内沼そばの「こんちゅう館（栗原市サンクチュアリセンターつきだて館）」までのルート。
最寄り駅までは遠く、歩道がないため、タクシーか自家用車をお勧めする。
- JR東北本線 新田駅下車、徒歩で50分ほど（車利用で10分ほど）
- JR東北新幹線 くりこま高原駅下車、車で10分
- 東北自動車道 築館ICから15分